# Salvador de Brocà i Tella
Salvador de Brocà i Tella (Barcelona, 1940) és un filòsof, historiador de la filosofia i professor universitari català.
Llicenciat en Dret (1964) i en Filosofia (1968) per la Universitat de Barcelona i diplomat pel Goethe-Institut de Staufen im Breisgau a Alemanya (1966), des del 1974 ensenya història de la filosofia a la Universitat Rovira i Virgili, on exerceix de catedràtic, fins a la seva jubilació el 2007. També ha exercit de professor a l'escolasticat de Poblet des de l'any 2005 i a l'Institut Sant Fructuós de Teologia des de l'any 1994 fins al 2013.
Els seus dos àmbits d'estudi principals han estat la cultura clàssica, grega i llatina, i el pensament modern. Amplià estudis de la seva especialitat a Heidelberg, Regensburg i Berlín. És membre de la Societat Catalana de Filosofia de l'Institut d'Estudis Catalans, des del 1982 acadèmic corresponent de la Reial Acadèmia de Bones Lletres de Barcelona, i des del 2016 acadèmic numerari a la Reial Acadèmia Europea de Doctors. Entre les seves obres cal esmentar: Falange y filosofía (1976), El espíritu y la vida en Max Scheler (1982) i Les arrels romàntiques del present (1997). Un dels seus darrers llibres publicats és "El Renacimiento, alba de la modenidad" del 2012.